# Harold D. Babcock
Pour les articles homonymes, voir Babcock.
Harold Delos Babcock (24 janvier 1882 – 8 avril 1968) était un astronome américain.

## Biographie
Formé à l'université de Californie à Berkeley, il travailla à l'observatoire du Mont Wilson de 1907 à 1948. Il était spécialisé dans la spectroscopie solaire et cartographia la distribution des champs magnétiques sur la surface du Soleil. Avec son fils, il découvrit que certaines étoiles possédaient de forts champs magnétiques. Il reçut la médaille Bruce en 1953.
Il est le père de Horace W. Babcock.
Le cratère Babcock sur la Lune est nommé en son honneur, alors que l'astéroïde (3167) Babcock a été nommé pour l'honorer conjointement avec son fils.

### Notices nécrologiques
- Obs 88 (1968) 174 (un paragraphe)
- QJRAS 10 (1969) 68